# Diaspidiotus anatolicus
Diaspidiotus anatolicus är en insektsart som först beskrevs av Bodenheimer 1949.  Diaspidiotus anatolicus ingår i släktet Diaspidiotus och familjen pansarsköldlöss.
Artens utbredningsområde är Turkiet. Inga underarter finns listade i Catalogue of Life.